# Qassimiut
Qassimiut (ortografia antiga: Qagssimiut, alternativamente Kagsimiut) é um assentamento em Kujalleq, sul da Gronelândia. Foi fundando em 1835 e é o 2º lugar habitado da Gronelândia com menos população, sem contar com as estações de investigação. A seguir a Moriusaq, Qassimiut tinha 32 habitantes em 2010 e segue o mesmo destino que Moriusaq.

## Pessoas famosas de Qassimiut
- Jonathan Motzfeldt - político (1º primeiro-ministro da Gronelândia).

## População
A maioria das cidades e assentamentos no sul da Gronelândia apresentam padrões de crescimento negativo ao longo das últimas duas décadas, com muitos assentamentos rapidamente despovoando.  Qassimiut foi rapidamente perdendo população sobre as últimas duas décadas. Sua população diminuiu em mais de dois terços em relação aos níveis de 1990 e segue o mesmo destino que Moriusaq.
É o lugar habitado menos populoso de Kujalleq. Em 1991 Qassimiut tinha 105 habitantes, já so tendo 61 habitantes em 2000 e em 2010 tinha só 32 habitantes.